# Queen's Club Championships 2001 - Qualificazioni singolare
Le qualificazioni del singolare ai Queen's Club Championships 2001 sono state un torneo di tennis preliminare per accedere alla fase finale della manifestazione. I vincitori dell'ultimo turno sono entrati di diritto nel tabellone principale. In caso di ritiro di uno o più giocatori aventi diritto a questi sono subentrati i lucky loser, ossia i giocatori che hanno perso nell'ultimo turno ma che avevano una classifica più alta rispetto agli altri partecipanti che avevano comunque perso nel turno finale.
Le qualificazioni del torneo Queen's Club Championships 2001 prevedevano 56 partecipanti di cui 7 sono entrati nel tabellone principale.

## Teste di serie
1. André Sá (Qualificato)
2. Bob Bryan (secondo turno)
3. Kevin Kim (primo turno)
4. James Blake (secondo turno)
5. Assente
6. Takao Suzuki (primo turno)
7. Yong-Il Yoon (secondo turno)

1. Taylor Dent (Qualificato)
2. Dennis van Scheppingen (secondo turno)
3. Eric Taino (primo turno)
4. Mardy Fish (secondo turno)
5. Justin Bower (primo turno)
6. Jeff Salzenstein (primo turno)
7. Cristiano Caratti (Qualificato)

## Qualificati
1. André Sá
2. Noam Okun
3. Gilles Elseneer
4. Taylor Dent

1. Cristiano Caratti
2. Todd Woodbridge
3. Jonathan Erlich

## Tabellone

### Legenda
| - Q = Qualificato - WC = Wild card - LL = Lucky loser | - ALT = Alternate - SE = Special Exempt - PR = Protected Ranking | - w/o = Walkover - r = Ritirato - d = Squalificato |

### Sezione 1
|  | Primo turno   | Primo turno         | Primo turno         | Primo turno | Primo turno |  |  | Secondo turno    | Secondo turno    | Secondo turno    | Secondo turno    | Secondo turno    |   |   | Ultimo turno | Ultimo turno | Ultimo turno | Ultimo turno | Ultimo turno |  |
|  |               |                     |                     |             |             |  |  |                  |                  |                  |                  |                  |   |   |              |              |              |              |              |  |
|  | 1             | André Sá            | André Sá            | 6           | 7           |  |  |                  |                  |                  |                  |                  |   |   |              |              |              |              |              |  |
|  |               | Stefano Pescosolido | Stefano Pescosolido | 4           | 65          |  |  | 1                | André Sá         | André Sá         | 6                | 6                |   |   |              |              |              |              |              |  |
|  | David Wheaton | David Wheaton       | David Wheaton       | 7           | 6           |  |  |                  | David Wheaton    | David Wheaton    | 3                | 2                |   |   |              |              |              |              |              |  |
|  | Lorenzo Manta | Lorenzo Manta       | Lorenzo Manta       | 65          | 0           |  |  |                  |                  |                  |                  |                  |   |   | 1            | André Sá     | André Sá     | 6            | 6            |  |
|  | Alex O'Brien  | Alex O'Brien        | 6                   | 4           | 6           |  |  |                  |                  |                  | Kristian Capalik | Kristian Capalik | 1 | 1 |              |              |              |              |              |  |
|  | Jeff Coetzee  | Jeff Coetzee        | 4                   | 6           | 4           |  |  | Alex O'Brien     | Alex O'Brien     | Alex O'Brien     | 5                | 2                |   |   |              |              |              |              |              |  |
|  |               | Kristian Capalik    | Kristian Capalik    | 6           | 6           |  |  | Kristian Capalik | Kristian Capalik | Kristian Capalik | 7                | 6                |   |   |              |              |              |              |              |  |
|  | 12            | Justin Bower        | Justin Bower        | 1           | 3           |  |  |                  |                  |                  |                  |                  |   |   |              |              |              |              |              |  |

### Sezione 2
|  | Primo turno     | Primo turno      | Primo turno      | Primo turno | Primo turno |  |  | Secondo turno | Secondo turno | Secondo turno | Secondo turno | Secondo turno |   |   | Ultimo turno | Ultimo turno | Ultimo turno | Ultimo turno | Ultimo turno |  |
|  |                 |                  |                  |             |             |  |  |               |               |               |               |               |   |   |              |              |              |              |              |  |
|  | 2               | Bob Bryan        | Bob Bryan        | 7           | 6           |  |  |               |               |               |               |               |   |   |              |              |              |              |              |  |
|  |                 | James Davidson   | James Davidson   | 6(0)        | 3           |  |  | 2             | Bob Bryan     | Bob Bryan     | 65            | 3             |   |   |              |              |              |              |              |  |
|  | Noam Okun       | Noam Okun        | Noam Okun        | 7           | 6           |  |  |               | Noam Okun     | Noam Okun     | 7             | 6             |   |   |              |              |              |              |              |  |
|  | Arnaud Fontaine | Arnaud Fontaine  | Arnaud Fontaine  | 69          | 2           |  |  |               |               |               |               |               |   |   | Noam Okun    | Noam Okun    | Noam Okun    | 7            | 6            |  |
|  | Ben Ellwood     | Ben Ellwood      | 1                | 6           | 6           |  |  |               |               | Jeff Morrison | Jeff Morrison | Jeff Morrison | 5 | 4 |              |              |              |              |              |  |
|  | Luke Milligan   | Luke Milligan    | 6                | 3           | 1           |  |  | Ben Ellwood   | Ben Ellwood   | 7             | 5             | 4             |   |   |              |              |              |              |              |  |
|  |                 | Jeff Morrison    | Jeff Morrison    | 6           | 6           |  |  | Jeff Morrison | Jeff Morrison | 65            | 7             | 6             |   |   |              |              |              |              |              |  |
|  | 13              | Jeff Salzenstein | Jeff Salzenstein | 4           | 2           |  |  |               |               |               |               |               |   |   |              |              |              |              |              |  |

### Sezione 3
|  | Primo turno     | Primo turno         | Primo turno   | Primo turno | Primo turno |  |  | Secondo turno       | Secondo turno       | Secondo turno       | Secondo turno       | Secondo turno       |   |    | Ultimo turno    | Ultimo turno    | Ultimo turno    | Ultimo turno | Ultimo turno |  |
|  |                 |                     |               |             |             |  |  |                     |                     |                     |                     |                     |   |    |                 |                 |                 |              |              |  |
|  |                 | Emin Ağayev         | 4             | 7           | 6           |  |  |                     |                     |                     |                     |                     |   |    |                 |                 |                 |              |              |  |
|  | 3               | Kevin Kim           | 6             | 6           | 3           |  |  | Emin Ağayev         | Emin Ağayev         | Emin Ağayev         | 3                   | 3                   |   |    |                 |                 |                 |              |              |  |
|  | Gilles Elseneer | Gilles Elseneer     | 3             | 6           | 6           |  |  | Gilles Elseneer     | Gilles Elseneer     | Gilles Elseneer     | 6                   | 6                   |   |    |                 |                 |                 |              |              |  |
|  | James Auckland  | James Auckland      | 6             | 3           | 0           |  |  |                     |                     |                     |                     |                     |   |    | Gilles Elseneer | Gilles Elseneer | Gilles Elseneer | 6            | 7            |  |
|  | Simon Dickson   | Simon Dickson       | Simon Dickson | 6           | 7           |  |  |                     |                     | Helge Koll-Frafjord | Helge Koll-Frafjord | Helge Koll-Frafjord | 3 | 64 |                 |                 |                 |              |              |  |
|  | James Nelson    | James Nelson        | James Nelson  | 4           | 64          |  |  | Simon Dickson       | Simon Dickson       | Simon Dickson       | 2                   | 1                   |   |    |                 |                 |                 |              |              |  |
|  |                 | Helge Koll-Frafjord | 4             | 6           | 6           |  |  | Helge Koll-Frafjord | Helge Koll-Frafjord | Helge Koll-Frafjord | 6                   | 6                   |   |    |                 |                 |                 |              |              |  |
|  | 10              | Eric Taino          | 6             | 2           | 3           |  |  |                     |                     |                     |                     |                     |   |    |                 |                 |                 |              |              |  |

### Sezione 4
|  | Primo turno         | Primo turno         | Primo turno         | Primo turno | Primo turno |  |  | Secondo turno | Secondo turno | Secondo turno | Secondo turno | Secondo turno |   |   | Ultimo turno | Ultimo turno | Ultimo turno | Ultimo turno | Ultimo turno |  |
|  |                     |                     |                     |             |             |  |  |               |               |               |               |               |   |   |              |              |              |              |              |  |
|  | 4                   | James Blake         | James Blake         | 6           | 3           |  |  |               |               |               |               |               |   |   |              |              |              |              |              |  |
|  |                     | Simon Larose        | Simon Larose        | 2           | 0r          |  |  | 4             | James Blake   | James Blake   | 4             | 3             |   |   |              |              |              |              |              |  |
|  | Mosè Navarra        | Mosè Navarra        | Mosè Navarra        | 6           | 6           |  |  |               | Mosè Navarra  | Mosè Navarra  | 6             | 6             |   |   |              |              |              |              |              |  |
|  | Frédéric Niemeyer   | Frédéric Niemeyer   | Frédéric Niemeyer   | 3           | 3           |  |  |               |               |               |               |               |   |   |              | Mosè Navarra | Mosè Navarra | 1            | 4            |  |
|  | Scott Draper        | Scott Draper        | Scott Draper        | 7           | 6           |  |  |               |               | 8             | Taylor Dent   | Taylor Dent   | 6 | 6 |              |              |              |              |              |  |
|  | Alejandro Hernández | Alejandro Hernández | Alejandro Hernández | 63          | 4           |  |  |               | Scott Draper  | 6             | 68            | 63            |   |   |              |              |              |              |              |  |
|  | 8                   | Taylor Dent         | Taylor Dent         | 6           | 6           |  |  | 8             | Taylor Dent   | 3             | 7             | 7             |   |   |              |              |              |              |              |  |
|  |                     | Jim Thomas          | Jim Thomas          | 2           | 3           |  |  |               |               |               |               |               |   |   |              |              |              |              |              |  |

### Sezione 5
|  | Primo turno     | Primo turno          | Primo turno     | Primo turno | Primo turno |  |  | Secondo turno   | Secondo turno     | Secondo turno     | Secondo turno     | Secondo turno     |   |   | Ultimo turno | Ultimo turno    | Ultimo turno    | Ultimo turno | Ultimo turno |  |
|  |                 |                      |                 |             |             |  |  |                 |                   |                   |                   |                   |   |   |              |                 |                 |              |              |  |
|  | Scott Humphries | Scott Humphries      | 3               | 7           | 6           |  |  |                 |                   |                   |                   |                   |   |   |              |                 |                 |              |              |  |
|  | Peter Tramacchi | Peter Tramacchi      | 6               | 64          | 4           |  |  | Scott Humphries | Scott Humphries   | Scott Humphries   | 6                 | 6                 |   |   |              |                 |                 |              |              |  |
|  | Mark Hilton     | Mark Hilton          | Mark Hilton     | 6           | 6           |  |  | Mark Hilton     | Mark Hilton       | Mark Hilton       | 2                 | 2                 |   |   |              |                 |                 |              |              |  |
|  | Artem Derepasko | Artem Derepasko      | Artem Derepasko | 3           | 3           |  |  |                 |                   |                   |                   |                   |   |   |              | Scott Humphries | Scott Humphries | 4            | 3            |  |
|  | Andy Ram        | Andy Ram             | Andy Ram        | 6           | 6           |  |  |                 |                   | 14                | Cristiano Caratti | Cristiano Caratti | 6 | 6 |              |                 |                 |              |              |  |
|  | Torrey Gambill  | Torrey Gambill       | Torrey Gambill  | 1           | 0           |  |  |                 | Andy Ram          | Andy Ram          | 1                 | 2                 |   |   |              |                 |                 |              |              |  |
|  | 14              | Cristiano Caratti    | 68              | 6           | 6           |  |  | 14              | Cristiano Caratti | Cristiano Caratti | 6                 | 6                 |   |   |              |                 |                 |              |              |  |
|  |                 | Aisam-ul-Haq Qureshi | 7               | 3           | 3           |  |  |                 |                   |                   |                   |                   |   |   |              |                 |                 |              |              |  |

### Sezione 6
|  | Primo turno     | Primo turno     | Primo turno     | Primo turno | Primo turno |  |  | Secondo turno   | Secondo turno   | Secondo turno   | Secondo turno   | Secondo turno |   |   | Ultimo turno    | Ultimo turno    | Ultimo turno | Ultimo turno | Ultimo turno |  |
|  |                 |                 |                 |             |             |  |  |                 |                 |                 |                 |               |   |   |                 |                 |              |              |              |  |
|  |                 | Suwandi Suwandi | 6               | 63          | 6           |  |  |                 |                 |                 |                 |               |   |   |                 |                 |              |              |              |  |
|  | 6               | Takao Suzuki    | 3               | 7           | 4           |  |  | Suwandi Suwandi | Suwandi Suwandi | 2               | 7               | 3             |   |   |                 |                 |              |              |              |  |
|  | Marcos Ondruska | Marcos Ondruska | Marcos Ondruska | 6           | 6           |  |  | Marcos Ondruska | Marcos Ondruska | 6               | 68              | 6             |   |   |                 |                 |              |              |              |  |
|  | Jimy Szymanski  | Jimy Szymanski  | Jimy Szymanski  | 2           | 1           |  |  |                 |                 |                 |                 |               |   |   | Marcos Ondruska | Marcos Ondruska | 6            | 7            | 4            |  |
|  | Todd Woodbridge | Todd Woodbridge | Todd Woodbridge | 6           | 6           |  |  |                 |                 | Todd Woodbridge | Todd Woodbridge | 7             | 5 | 6 |                 |                 |              |              |              |  |
|  | Barry Cowan     | Barry Cowan     | Barry Cowan     | 3           | 2           |  |  |                 | Todd Woodbridge | Todd Woodbridge | 7               | 6             |   |   |                 |                 |              |              |              |  |
|  | 11              | Mardy Fish      | Mardy Fish      | 6           | 6           |  |  | 11              | Mardy Fish      | Mardy Fish      | 63              | 3             |   |   |                 |                 |              |              |              |  |
|  |                 | Jonathan Marray | Jonathan Marray | 2           | 0           |  |  |                 |                 |                 |                 |               |   |   |                 |                 |              |              |              |  |

### Sezione 7
|  | Primo turno      | Primo turno            | Primo turno            | Primo turno | Primo turno |  |  | Secondo turno | Secondo turno          | Secondo turno          | Secondo turno | Secondo turno |   |   | Ultimo turno    | Ultimo turno    | Ultimo turno    | Ultimo turno | Ultimo turno |  |
|  |                  |                        |                        |             |             |  |  |               |                        |                        |               |               |   |   |                 |                 |                 |              |              |  |
|  | 7                | Yong-Il Yoon           | Yong-Il Yoon           | 6           | 6           |  |  |               |                        |                        |               |               |   |   |                 |                 |                 |              |              |  |
|  |                  | Gunther Darkey         | Gunther Darkey         | 0           | 1           |  |  | 7             | Yong-Il Yoon           | 6                      | 3             | 1             |   |   |                 |                 |                 |              |              |  |
|  | Jonathan Erlich  | Jonathan Erlich        | 6                      | 3           | 6           |  |  |               | Jonathan Erlich        | 3                      | 6             | 6             |   |   |                 |                 |                 |              |              |  |
|  | Paul Hanley      | Paul Hanley            | 4                      | 6           | 1           |  |  |               |                        |                        |               |               |   |   | Jonathan Erlich | Jonathan Erlich | Jonathan Erlich | 6            | 6            |  |
|  | Mike Bryan       | Mike Bryan             | Mike Bryan             | 7           | 7           |  |  |               |                        | Mike Bryan             | Mike Bryan    | Mike Bryan    | 4 | 4 |                 |                 |                 |              |              |  |
|  | Gouichi Motomura | Gouichi Motomura       | Gouichi Motomura       | 65          | 5           |  |  |               | Mike Bryan             | Mike Bryan             | 6             | 6             |   |   |                 |                 |                 |              |              |  |
|  | 9                | Dennis van Scheppingen | Dennis van Scheppingen | 6           | 6           |  |  | 9             | Dennis van Scheppingen | Dennis van Scheppingen | 4             | 3             |   |   |                 |                 |                 |              |              |  |
|  |                  | Paul Kilderry          | Paul Kilderry          | 2           | 4           |  |  |               |                        |                        |               |               |   |   |                 |                 |                 |              |              |  |